# 真宗大谷派札幌別院
真宗大谷派札幌別院（しんしゅうおおたにはさっぽろべついん）は、札幌市中央区南7条西8丁目にある真宗大谷派の寺院である。同派の別院。真宗本廟（東本願寺）を本山と仰ぐ。別名、「東本願寺札幌別院」。

## 歴史
- 1870年（明治3年） - 東本願寺新門現如による北海道開教の拠点として、東本願寺管刹が設立される。
- 1871年（明治4年） - 越後国横越村字沢海にある光圓寺[1]の「古御堂」を解体、移築し「本堂」とする。
- 1876年（明治9年） - 「札幌別院」と改称。
- 1881年（明治14年） - 宗教団体法の規定により、宗派名が「真宗大谷派」と定まる。
- 1892年（明治25年） - 現在の本堂が落成。旧本堂は「旧御堂」として現存。
- 1914年（大正3年） - 現在の山門が落成。
- 1925年（大正14年）7月 - 鐘楼堂が落成。当時の梵鐘は戦時中に軍に供出され、1948年（昭和23年）に再鐘されている。
- 1987年（昭和62年）11月 - 鐘楼堂修復に伴い、梵鐘を再々鐘する。
- 2002年（平成14年） - 都市開教を想定した別院総合整備事業を開始。
- 2003年（平成15年） - 書院・納骨堂が落成。
- 2005年（平成17年） - 本堂・旧御堂の修復を終える。

## 出版物
機関紙
「さっぽろ東本願寺」 - 年6回発行。

## 支院
北支院
札幌市東区北13条東1丁目3-12（位置情報）
北三条支院
札幌市中央区北3条東6丁目339（位置情報）
豊白支院
札幌市豊平区豊平1条2丁目1-6（位置情報）
円山支院
札幌市中央区大通西21丁目3-15（位置情報）
山鼻支院
札幌市中央区南16条西13丁目2-1（位置情報）
現来寺支院
札幌市北区北28条西15丁目1-1（位置情報）